# フィア・ベルクハウト
フィア・ローザ・ベルクハウト（Phia Rosa Berghout、1909年12月14日 - 1993年3月22日）は、オランダのハープ奏者である。
ロッテルダムの生まれ。ハーグの王立音楽院でローザ・スピア（Rosa Spier）に師事し、1930年にディプロマを得て卒業。
その後、アーヘンのオーケストラにハープ奏者として入団した後、1933年アムステルダム・コンセルトヘボウ管弦楽団に第2奏者（師スピアが第1奏者）として加わった。1945年からは第1奏者に昇格し、1961年に退団するまで、この任に当たった。
1961年からはエドゥアルト・ファン・ベイヌム財団を設立して理事を務め、国際ハープ週間を年に1回開催してハープ音楽の新作を委嘱する活動を展開した。
1974年に演奏活動から引退し、ドールンで死去。

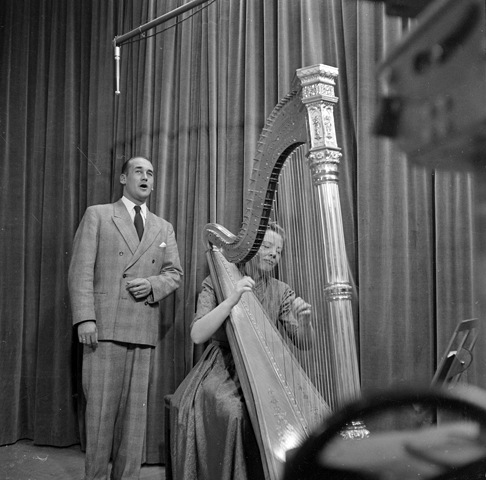
フィア・ベルクハウト (1951)

| スタブアイコン | サブスタブ | この項目は、まだ閲覧者の調べものの参照としては役立たない、音楽関係者（バンド等）に関連した書きかけの項目です。この項目を加筆・訂正などしてくださる協力者を求めています（P:音楽/PJ:芸能人）。 |